# Смирнов, Михаил Дмитриевич
Михаил Дмитриевич Смирнов (19 ноября 1929, Белоярское, Уральская область — 9 августа 2006, Челябинск) — советский и российский музыкант, композитор и музыкальный педагог, профессор (1995).
Автор музыки гимна Челябинской области.

## Биография
Михаил Дмитриевич Смирнов родился 19 ноября 1929 года в семье рабочих в селе Белоярском Белоярского сельсовета Миасского района Челябинского округа Уральской области, ныне село входит в Щучанский муниципальный округ Курганской области.
В 1944 окончил Челябинское ремесленное училище № 2.
В годы Великой Отечественной войны работал на Челябинском тракторном заводе слесарем-лекальщиком, затем токарем-карусельщиком. Занимался в кружке художественной самодеятельности ДК ЧТЗ. Пел в хоре, играл на баяне и в духовом оркестре на кларнете.
В 1950 году окончил Челябинское музыкальное училище имени П. И. Чайковского по классу кларнета, а после ― Уральскую государственную консерваторию имени М. П. Мусоргского: как кларнетист в 1955 году и как композитор в 1961 году (по классу Любови Борисовны Никольской).
С 1961 года жил и работал в Челябинске. С 1961 по 1971 год преподавал теоретические дисциплины в Челябинском музыкальном училище. С 1971 года - преподаватель кафедры оркестрового дирижирования Челябинского государственного института культуры. Сочетал творческую деятельность с педагогической: под его руководством совершенствовались в музыке многие исполнители, достигшие большого общественного признания.
В 1995 году Смирнову было присвоено учёное звание профессора кафедры оркестрового дирижирования, также он был почётным профессором Челябинской государственной академии культуры и искусств.
Автор музыки гимна Челябинской области (на стихи Валерия Семёновича Алюшкина). В творчестве Смирнова широко представлены произведения на стихи уральских поэтов: Б. Ручьёва, И. Тарабукина, Ю. Клюшникова, Л. Чернышова, Г. Суздалева; встречаются мотивы по сказкам П. Бажова и уральский фольклор.
Член Союза композиторов СССР (с 1966), после распада СССР — член Союза композиторов России (с 1992), председатель правления Челябинской организации Союза композиторов РСФСР (1983—1993). Делегат съездов Союза композиторов СССР и РСФСР.
Михаил Дмитриевич Смирнов скончался после продолжительной болезни 9 августа 2006 года. До последнего дня своей жизни работал над Шестой симфонией, которую, однако, не успел завершить. Похоронен на Митрофановском кладбище Центрального района города Челябинска Челябинской области.

## Награды и звания, премии
- Заслуженный деятель искусств РСФСР, 1981 год.
- Почётный работник высшего профессионального образования Российской Федерации, 1999 год.
- Лауреат Государственной премии Челябинской области в номинации «Выдающиеся деятели культуры и искусства», 2003 год
- Член-корреспондент Петровской академии наук и искусств, 2000 год
- Почётный профессор Челябинской государственной академии культуры и искусств, 2002 год

## Память
- Мемориальная доска, установлена в фойе первого корпуса Челябинского государственного института культуры, где он работал с 1 сентября 1971 года по 9 августа 2006, город Челябинск, улица Орджоникидзе, дом 36а, корпус 1[7] — 55°09′13″ с. ш. 61°24′36″ в. д.HGЯO
- Имя Михаила Дмитриевича Смирнова присвоено концертному залу Челябинской государственной академии культуры и искусств[2].